# Maksim Jermałowicz
Maksim Leanidawicz Jermałowicz (biał. Максім Леанідавіч Ермаловіч; ros. Максим Леонидович Ермолович, Maksim Leonidowicz Jermołowicz) (ur. 26 czerwca 1977 w Leplu) – białoruski polityk, minister finansów Republiki Białorusi, ambasador Białorusi w Londynie (2020–2022).

## Życiorys
W 2000 ukończył Akademię Zarządzania przy Prezydencie Republiki Białorusi. Od 2002 pracuje w Ministerstwie Finansów, w tym w latach 2007–2011 jako szef Głównego Departamentu Polityki Budżetowej. W 2011 został wiceministrem finansów. W 2014 awansowany na urząd pierwszego wiceministra finansów.
31 sierpnia 2018 prezydent Białorusi Alaksandr Łukaszenka mianował go ministrem finansów w rządzie Siarhieja Rumasa. Odszedł z tego stanowiska w wyniku dymisji rządu 3 czerwca 2020.
20 lipca 2020 prezydent Łukaszenka powołał go na stanowisko ambasadora nadzwyczajnego i pełnomocnego Białorusi w Londynie. Funkcję tę pełnił do 1 sierpnia 2022 roku.
Jest jednym z nielicznych białoruskich ministrów, który prowadzi konta w mediach społecznościowych.